# Longgui, Wujiang
Longgui (kinesiska: 龙归) är en köping i sydöstra Kina. Den ligger i stadsdistriktet Wujiang i staden Shaoguan i provinsen Guangdong, omkring 180 kilometer norr om provinshuvudstaden Guangzhou. Antalet invånare är 29 883. Befolkningen består av 14 550 kvinnor och 15 333 män. Barn under 15 år utgör 19,0 %, vuxna 15-64 år 70 %, och äldre över 65 år 9,0 %.